# James Grant (författare)
James Grant, född den 1 augusti 1822 i Edinburgh, död den 5 maj 1887 i London, var en brittisk skriftställare.
Grant ägnade sig först åt militäryrket. Bland hans många romaner, till vilka ämnet vanligen är hämtat från Skottlands historia, märks Philip Rollo (1854; "Filip Rollo", 1864). Dessutom skrev han bland annat åtskilliga teologiska, historiska och kulturhistoriska arbeten, Old and New Edinburgh (3 band, 1880), som anses värdefullast, och Memoirs and Adventures of Sir John Hepburn (1851; "Konung Gustaf Adolfs skottska krigare", 1853). Grant övergick 1875 till katolska läran.